# Chépica
Chépica é uma comuna da província de Colchagua, localizada na Região de O'Higgins, Chile. Possui uma área de 503,4 km² e uma população de 13.857 habitantes (2002).